# 알리바르디 칸
알리바르디 칸(벵골어: আলীবর্দী খান, 1671년~1756년 4월 9일)은 1740년부터 1756년까지 벵골의 나와브였다. 그는 1740년에 사르파라즈 칸을 물리침으로써 나시리 왕조를 무너뜨리고 스스로 권력을 장악했다.
그의 통치 기간 대부분 동안, 알리바르디는 라구지 본슬레 휘하의 마라타 공격을 자주 받았고, 1751년 평화 정착지에서 오리사주의 항복으로 절정에 달했다. 그는 또한 비하르주에서 분리주의자들의 반란과 그의 손자 시라지 웃다울라의 반란에 직면했지만, 이것들은 진압되었다.
알리바르디는 치세 후반기를 벵골을 재건하는 데 보냈다. 그는 예술의 후원자였고 무르시드 쿨리 칸의 정책을 재개했다. 그는 인도 아대륙에서 유럽 열강들과 정치적으로 중립적인 입장을 유지했고 그의 영토에서 유럽 열강들 사이의 내분을 막았다. 1756년 시라지 웃다울라가 그의 뒤를 이었다.

## 문화 및 음악의 발전
알리바르디 칸은 비나와 콜 드럼과 같은 다양한 악기의 후원자였다. 그는 또한 샤나메의 많은 필사본들을 후원했다.

## 사망 및 계승
알리바르디 칸은 1756년 4월 9일 새벽 5시에 최소 80세의 나이로 졸지에 사망했다. 그의 뒤를 이어 당시 23세였던 딸의 아들 시라지 웃다울라가 계승했다. 그는 어머니의 무덤 옆에 있는 쿠슈바흐에 묻혔다.

## 같이 보기
- 인도의 역사